# Bernard Fonck
Pour les articles homonymes, voir Fonck.
Bernard Fonck, né le 20 mai 1973, est un cavalier belge de reining.

## Carrière
Aux Jeux équestres mondiaux de 2010, il est médaillé d'argent par équipe avec sa femme Ann Poels, Jan Boogaerts et Cira Baeck. Il en est de même aux Jeux équestres mondiaux de 2014 avec Ann Poels, Cira Baeck et Piet Mestdagh.
Il remporte le titre mondial individuel aux Jeux équestres mondiaux de 2018, devenant ainsi le premier cavalier non Nord-Américain à être sacré champion du monde de cette discipline. Il est également lors de ces Jeux médaillé d'argent par équipe avec Dries Verschueren, Ann Poels et Cira Baeck.
En 2018, il est devenu le neuvième cavalier NRHA à remporter plus de deux millions de dollars en compétition ("NRHA Two Million Dollar Rider"), et le premier européen à atteindre ce niveau.